# خط أومياك القطبي الشمالي
خط أومياك القطبي الشمالي (بالإنجليزية: Arctic Umiaq Line)‏، هو خط بحري للركاب والشحن في جرينلاند. اسم أومياك (بالجرينلاندية: Umiaq) مشتق من الكلمة كالاليسوت (بالجرينلاندية: Kalaallisut)، وهو اسم أحد قوارب الإسكيمو التقليدية، وهي تتميز عن قوارب الكاياك بكونها تستخدم للصيد. يخدم هذا الخط الساحل الغربي والجنوب الغربي لجرينلاند. وهي إحدى الشركات التابعة لطيران جرينلاند والخط الملكي القطبي الشمالي.

## تاريخ

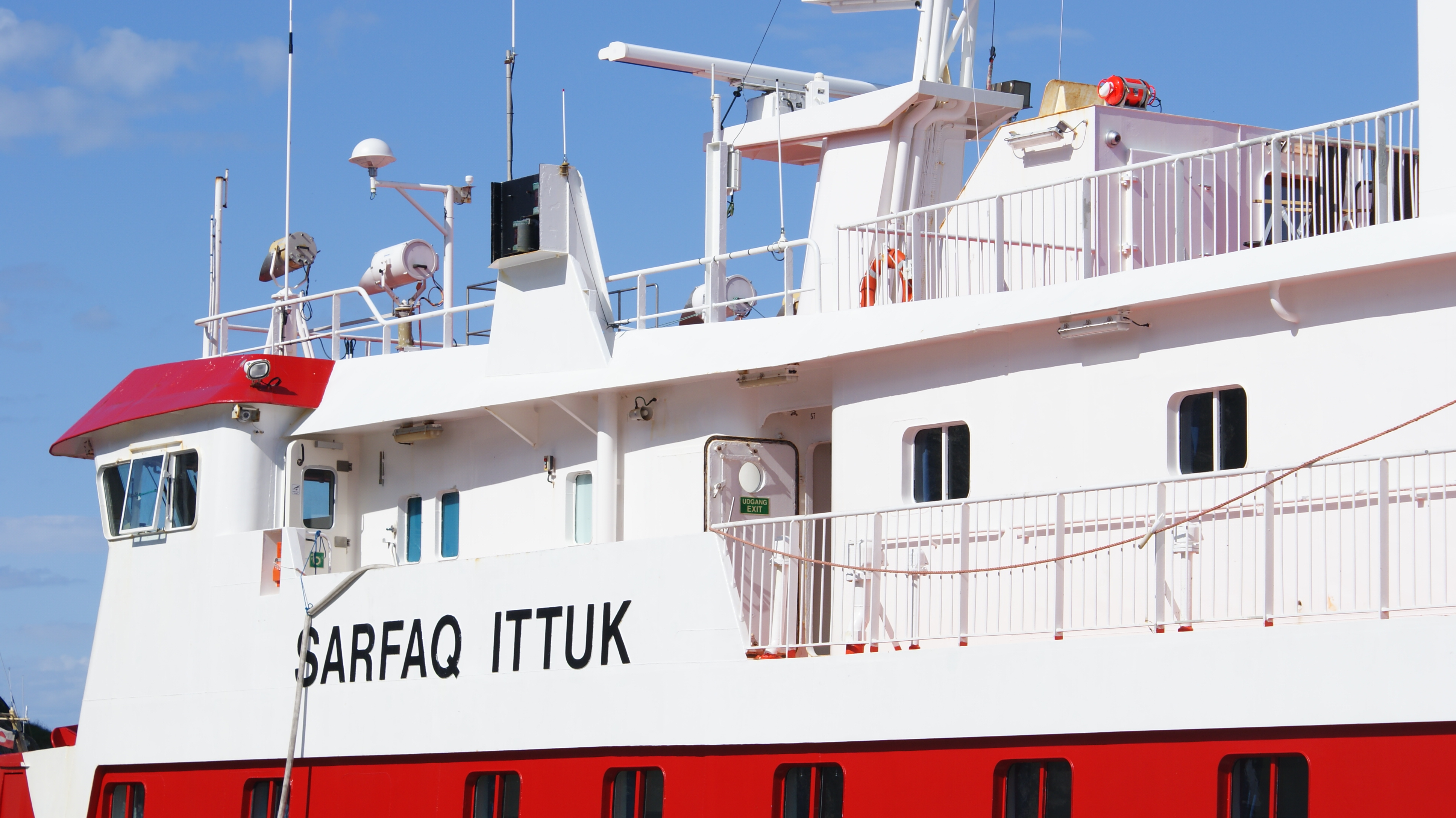
السفينة سارفاك إتوك راسية في ميناء إيلوليسات.

تأسس خط أومياك القطبي الشمالي عام 2006. مثل كثير من الشركات الجرينلاندية، كانت تعد نتيجة طبيعية للانقسامات التي تعرضت لها قسم الإدارة التجارية الملكية بجرينلاند إلى العديد من الشركات، خاصةً بعد منح الحكم الذاتي لجرينلاند عام 1986.
تشارك طيران جرينلاند في امتلاك خط أومياك القطبي الشمالي مع الخط الملكي القطبي الشمالي بنسبة 50% لكل منهما. أومياك القطب الشمالي تدير السفينة سارفاك إتوك بين مراكز العمران الساحلية من إيلوليسات في الشمال حتى نارساك في الجنوب.
كانت هذه السفينة غير جالبة للربح منذ إطلاقها سنة 2006، كانت حكومة جرينلاند تقدم دعماً سنوياً بقيمة 5 ملايين كرونة دنماركية.
ومنذ عام 2007 وبدأت هذه الشركة العمل في إطار العجز المالي، مما أدى إلى رفع دعوى قضائية من قبل الرئيس التنفيذي سورين أندرسن (بالدنماركية: Søren Andersen) بسبب سوء الإدارة. وساء الحال أكثر مما جعل الشركة تستقبل عدداً أقل من المعدل السابق للركاب عام 2009 مقارنة بالعام 2008. مما جعل الحكومة تقدم شركاء آخرين مع ضمانها للخسارة المحتملة خلال عام 2011، مما يتيح للشركة التابعة المواصلة في العمل، وكان العجز في 2011 يبلغ 1.8 مليون كرونة دنماركية. وفي 16 مارس 2010، أعلنت شركة طيران جرينلاند عن خطط لتصفية أسهمها، وذلك جعل هناك توقع بأن هناك إشهار للإفلاس متوقعاً بحلول نهاية العام. وتم تجنب هذا عن طريق إجراء ضمان مالي للشركة ودعمها لمواصلة العمل حتى عام 2016.

## العمليات

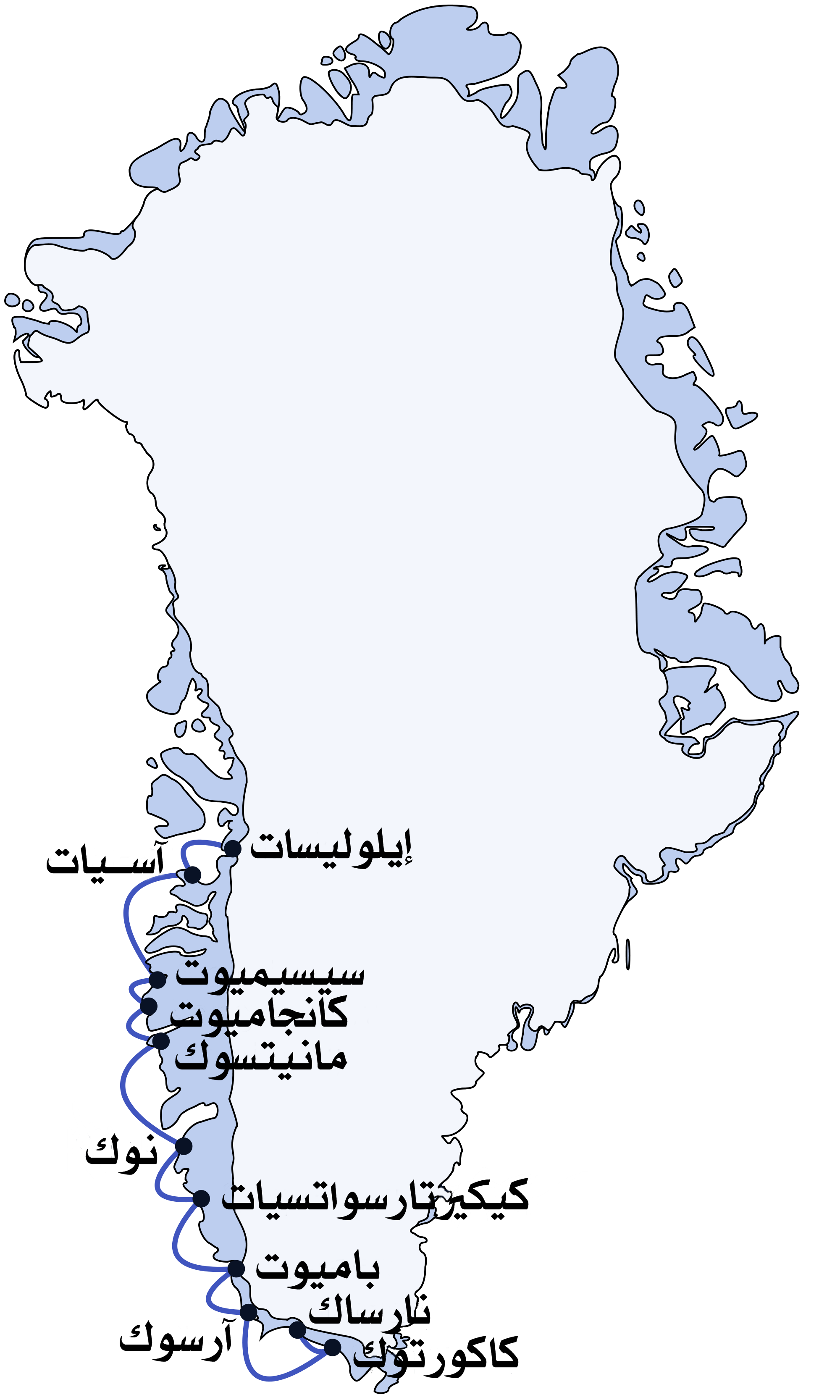
خريطة الخط الملاحي الساحلي لخط أومياك القطبي الشمالي.

تعمل خدمة العبارات من أواخر أبريل حتى أوائل يناير من كل عام. اعتباراً من العام 2010، يعمل في الخط 40 موظفاً، وتشغل سفينة واحدة على الخط الملاحي إيلوليسات - نارساك على طول الساحل الغربي والجنوب غربي الجرينلاندي.

### موانئ الخط
العبارة سارفاك إتوك (بالجرينلاندية: Sarfaq Ittuk) تتوقف في المدن والبلدات التالية في رحلتها الساحلية، مع توضيح الزمن التقريبي للرحلة المذكورة تجاه الجنوب:
| الموانئ التي ترسو عليها السفينة سارفاك إتوك | الموانئ التي ترسو عليها السفينة سارفاك إتوك | الموانئ التي ترسو عليها السفينة سارفاك إتوك | الموانئ التي ترسو عليها السفينة سارفاك إتوك | الموانئ التي ترسو عليها السفينة سارفاك إتوك | الموانئ التي ترسو عليها السفينة سارفاك إتوك | الموانئ التي ترسو عليها السفينة سارفاك إتوك | الموانئ التي ترسو عليها السفينة سارفاك إتوك | الموانئ التي ترسو عليها السفينة سارفاك إتوك | الموانئ التي ترسو عليها السفينة سارفاك إتوك | الموانئ التي ترسو عليها السفينة سارفاك إتوك | الموانئ التي ترسو عليها السفينة سارفاك إتوك | الموانئ التي ترسو عليها السفينة سارفاك إتوك | الموانئ التي ترسو عليها السفينة سارفاك إتوك |
| ------------------------------------------- | ------------------------------------------- | ------------------------------------------- | ------------------------------------------- | ------------------------------------------- | ------------------------------------------- | ------------------------------------------- | ------------------------------------------- | ------------------------------------------- | ------------------------------------------- | ------------------------------------------- | ------------------------------------------- | ------------------------------------------- | ------------------------------------------- |

| المدينة/البلدة   | خط العرض شمالاً | الوقت المنقضي (بالساعات) | ملاحظات                                                                                |
| ---------------- | -------------- | ------------------------ | -------------------------------------------------------------------------------------- |
| إيلوليسات        | 69°13′12″      | 0                        | بداية التحرك                                                                           |
| آسيات            | 68°42′35″      | 04.30                    |                                                                                        |
| سيسيميوت         | 66°56′20″      | 16.00                    |                                                                                        |
| كانجاميوت        | 65°49′30″      | 24.30                    |                                                                                        |
| مانيتسوك         | 65°25′00″      | 28.30                    |                                                                                        |
| نوك              | 64°10′00″      | 37.30                    | وقوف لمدة ساعتين                                                                       |
| كيكيرتارسواتسيات | 63°05′20″      | 47.30                    |                                                                                        |
| باميوت           | 61°59′40″      | 54.30                    |                                                                                        |
| آرسوك            | 61°10′30″      | 61.15                    |                                                                                        |
| كاكورتوك         | 60°43′20″      | 70.00                    | السفينة تتحول إلى شمال شرق كاكورتوك لتبحر إلى نارساك عبر مضيق تونوليارفيك [الإنجليزية] |
| نارساك           | 60°54′44″      | 73.00                    | في فصل الصيف فقط                                                                       |

حتى عام 2008، مُددت الخدمة لنارسارسواك خلال فصل الصيف.

## الأسطول

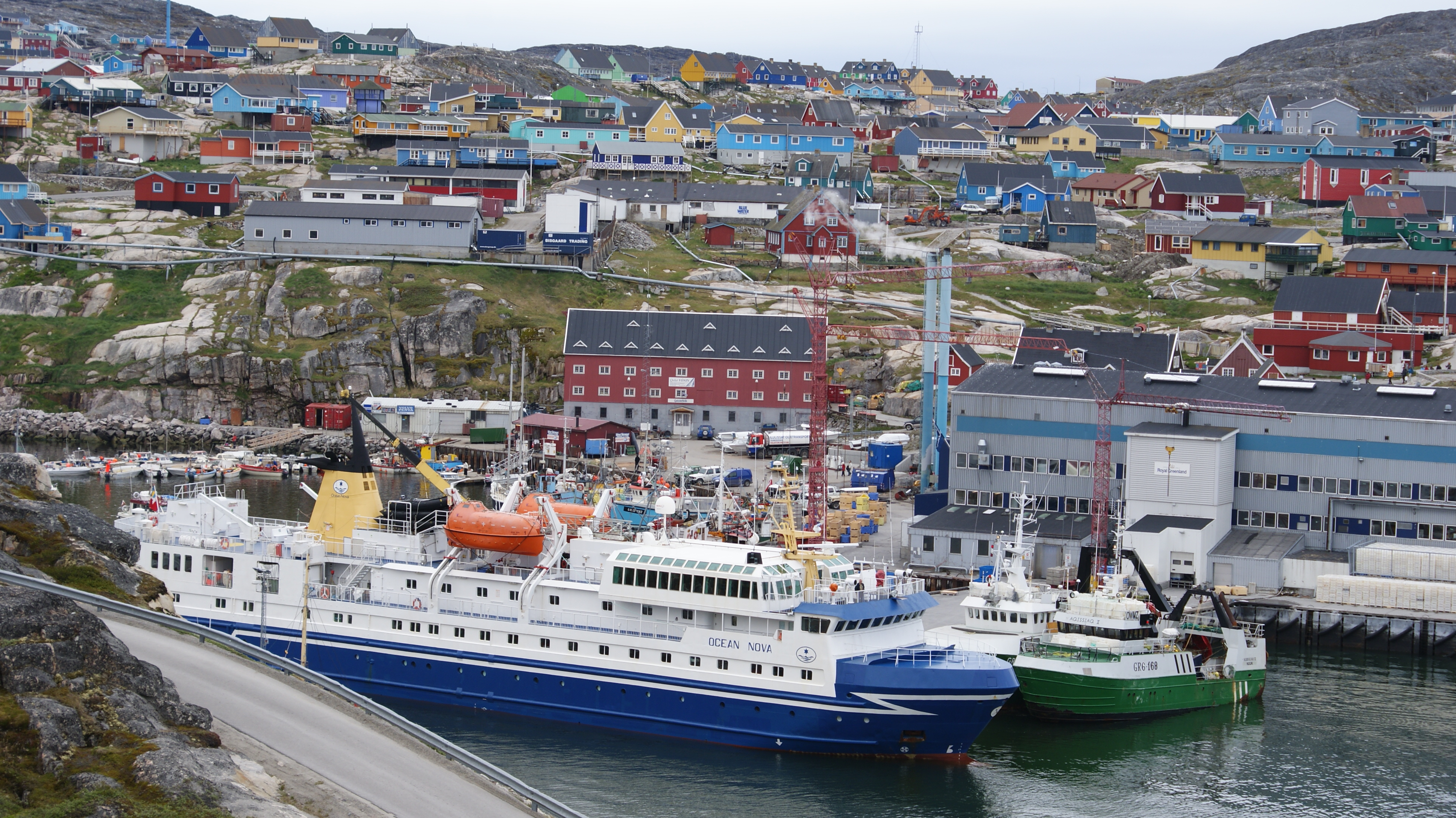
السفينة إم/إس ساربيك إتوك، والتي خدمت حتى 2008 قبل بيعها.

### الأسطول الحالي
هناك سفينة واحدة عاملة هي السفينة إم/إس سارفاك إتوك (آي إم أو 8913899)،. والتي بُنيت عام 1992، وجُددت لاحقاً ورفع مستواها في عام 2000 في ترسانة غدانسك في غدانسك ببولندا.
السفينة لديها القدرة على نقل 249 راكب، وبها 52 كابينة مزدوجة الأسرّة و145 مقصورة  في الطابقين السفليين للسفينة. ويبلغ طول السفينة 72.8 متر، وتستوعب إجمالي حمولة مقدرّة بـ 2118 طن، وطاقة شحن 163 طن.

### الأسطول السابق
السفينة إم/إس ساربيك إتوك، والتي خدمت في أرخبيل آبرناويك ومنطقة مضيق أوماناك وخليج ديسكو. تم بيعها عام 2008 لشركة نوفا للإبحار، وهي شركة من البهاما.
اعتباراً من عام 2010، تعاقدت الحكومة مع شركة ديسكو لاين [الإنجليزية] لتخدم منطقة خليج ديسكو، في حين تم توفير خدمات النقل بين أرخبيل آبرناويك ومنطقة مضيق أوماناك بواسطة سفن البضائع التابعة للخط الملكي القطبي الشمالي.

## معرض الصور

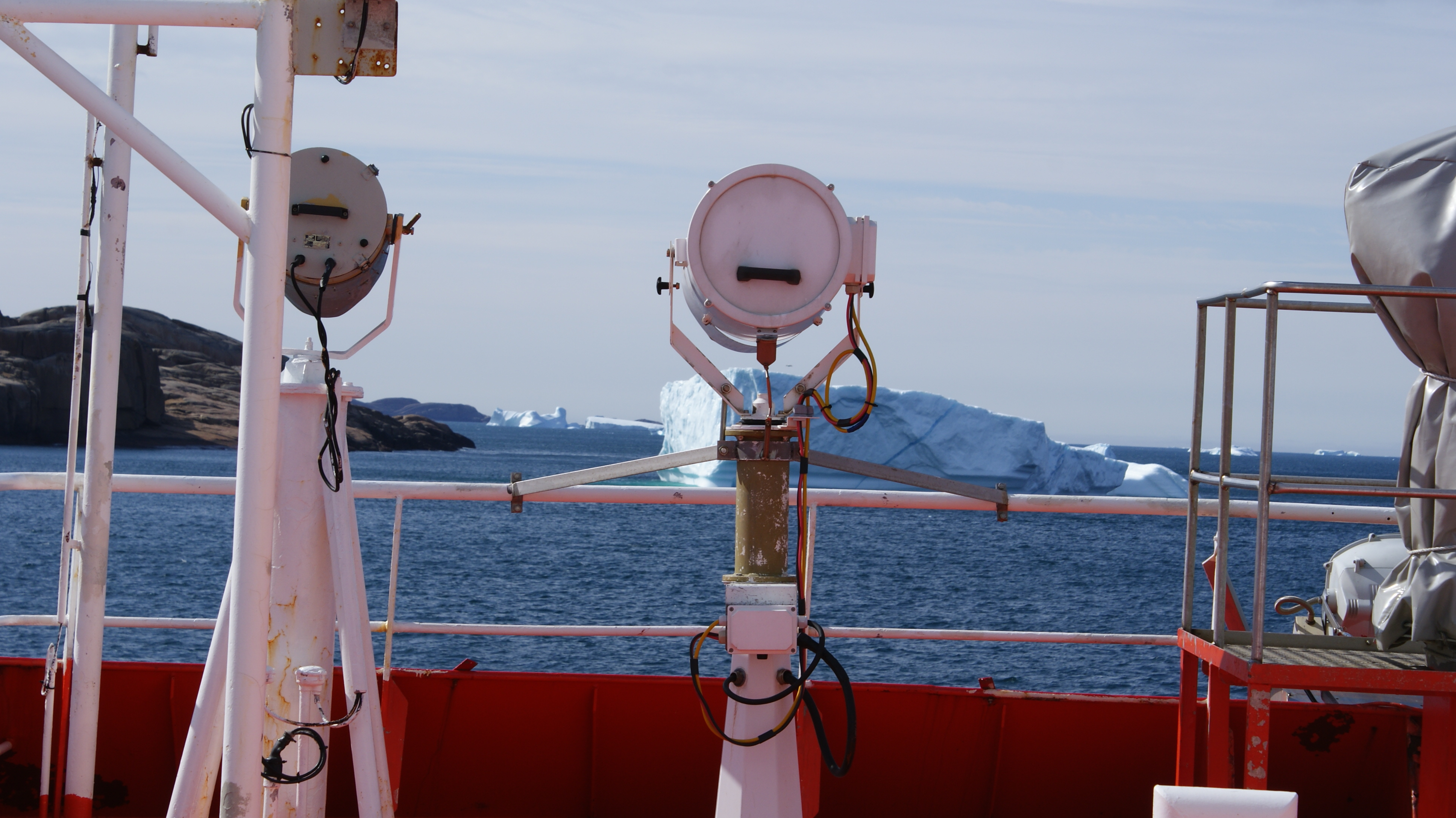
ملاح السفينة سارفاك إتوك
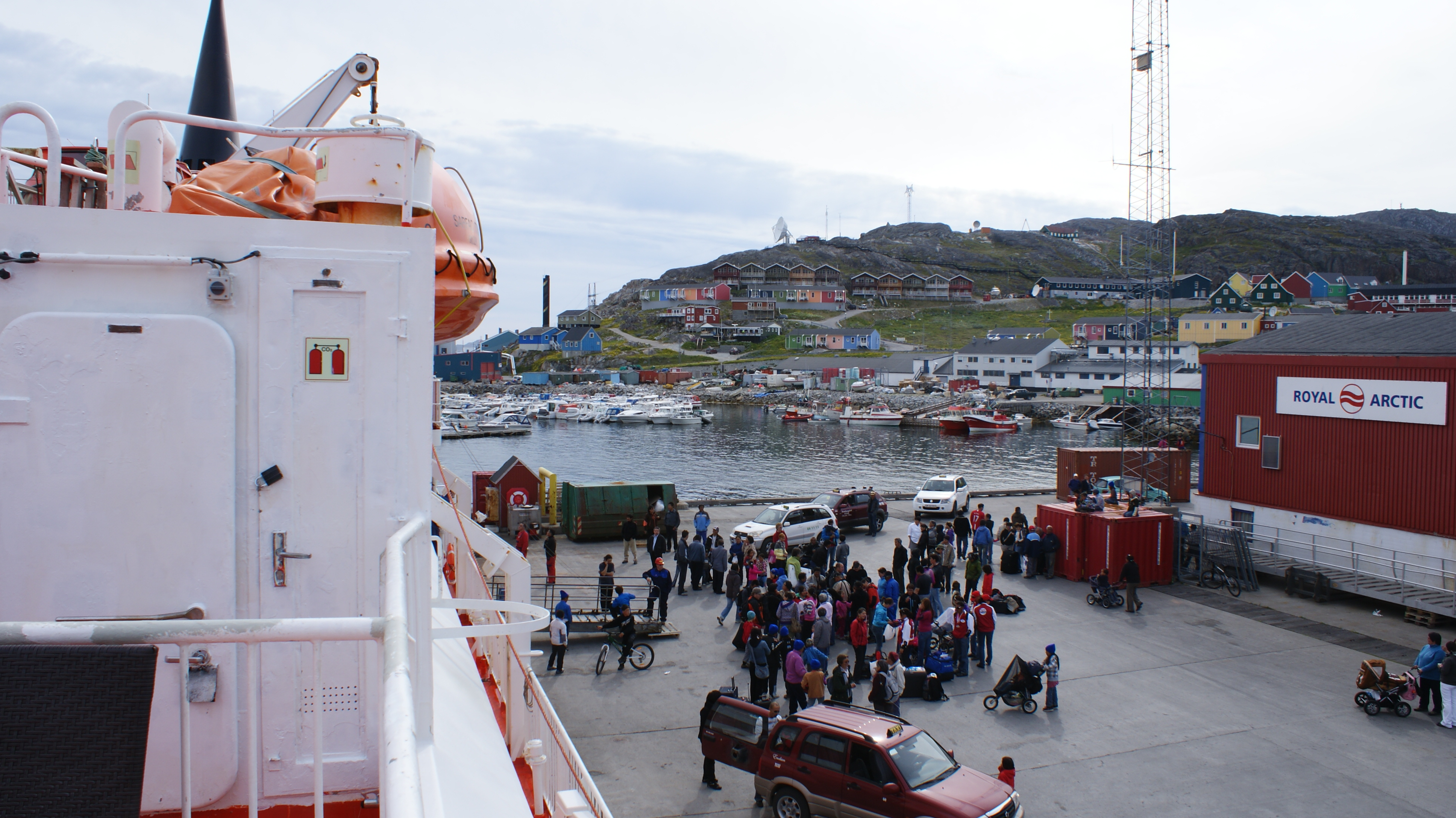
تغيير الركاب في ميناء كاكورتوك على متن سارفاك إتوك
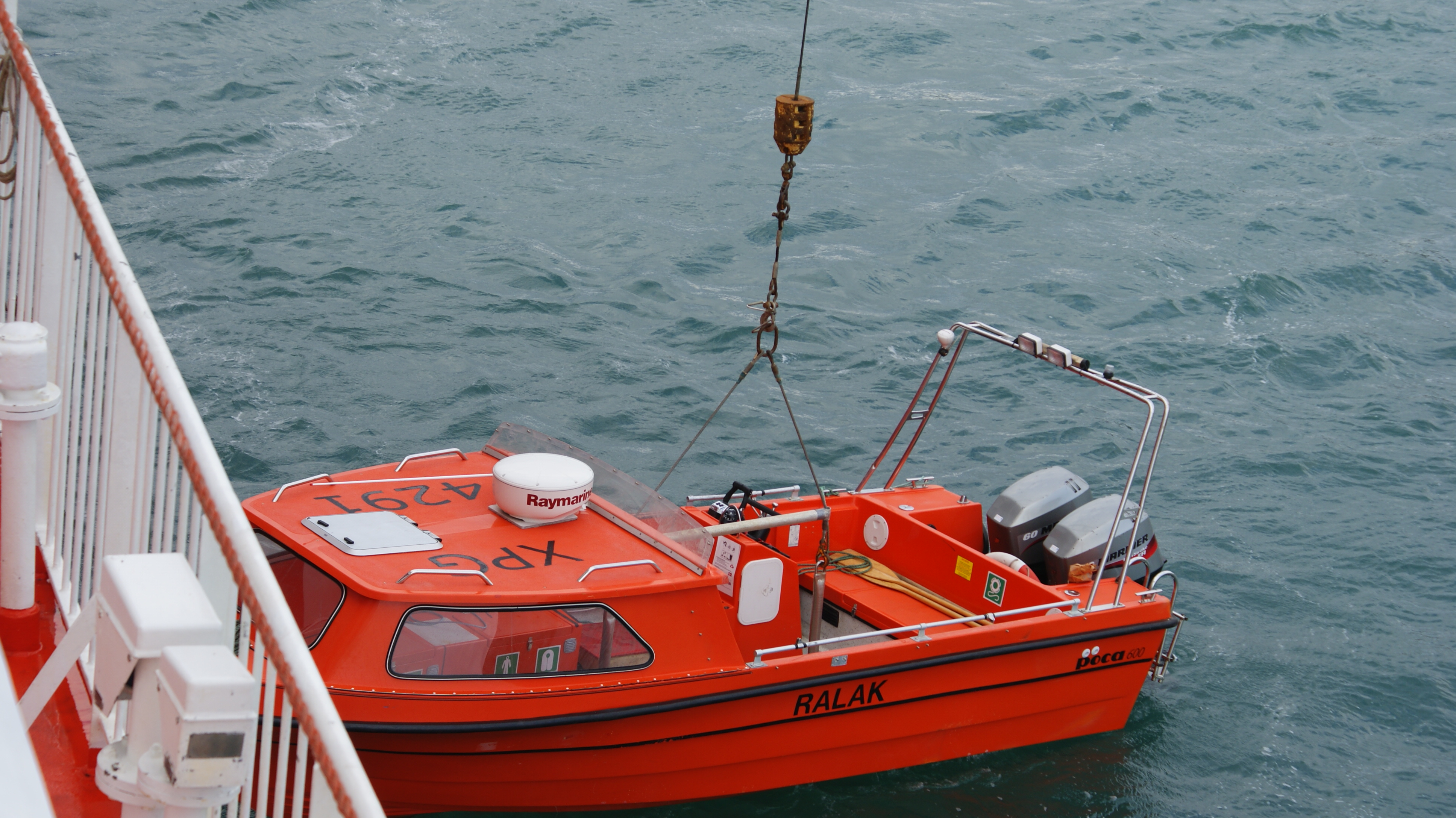
زورق يستخدم كعبارة للسفينة سارفاك إتوك
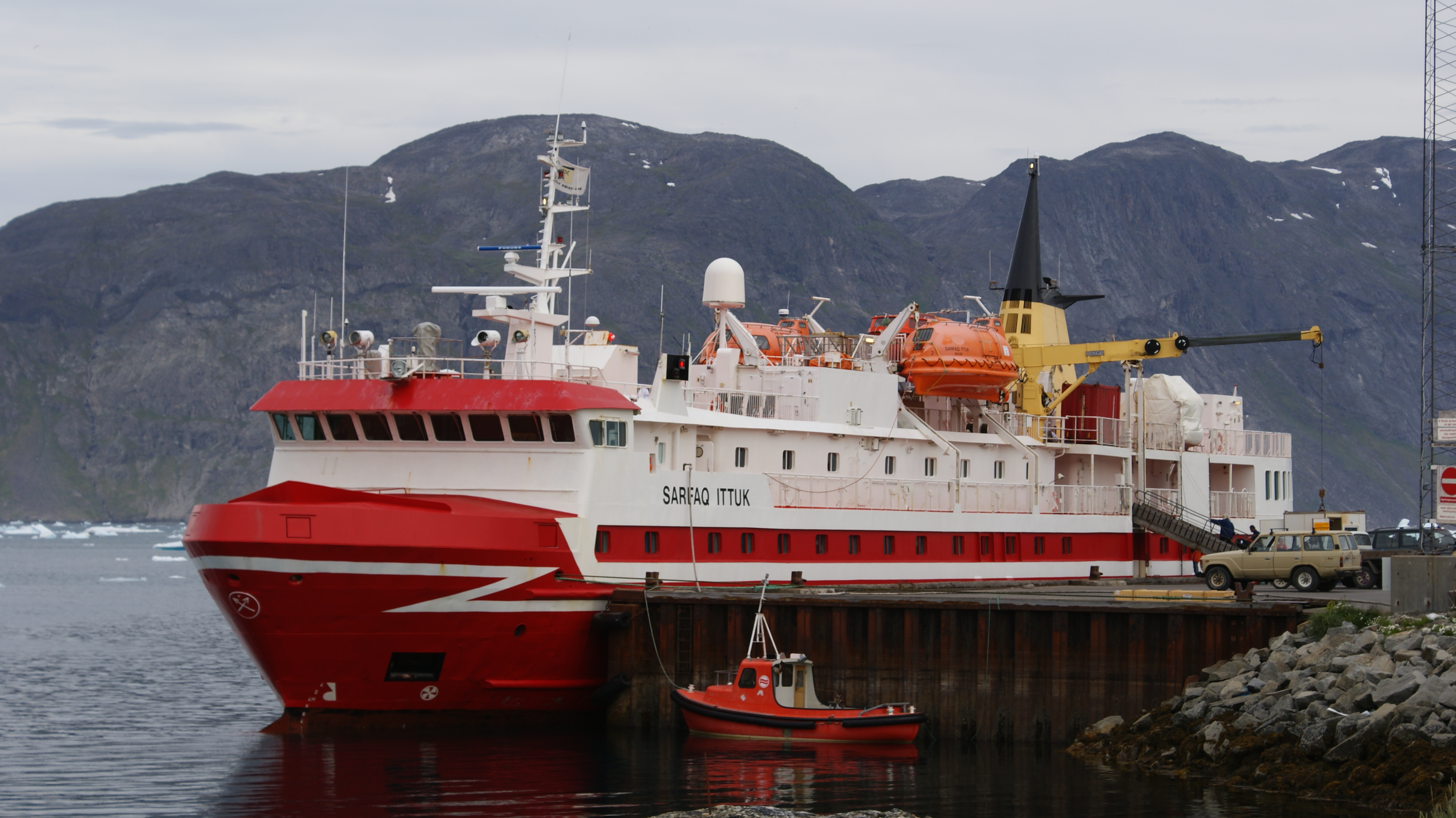
سارفاك إتوك راسية في ميناء نارساك